# Танака Кодзі
Танака Кодзі (яп. 田中 孝司, нар. 2 листопада 1955, Сайтама —) — японський футболіст, що грав на позиції півзахисника.

## Клубна кар'єра
Грав за команду NKK.

## Виступи за збірну
Дебютував 1982 року в офіційних матчах у складі національної збірної Японії. У формі головної команди країни зіграв 20 матчів.

## Статистика
Статистика виступів у національній збірній.
| Збірна Японії | Збірна Японії | Збірна Японії |
| Роки          | Ігри          | голи          |
| ------------- | ------------- | ------------- |
| 1982          | 6             | 0             |
| 1983          | 8             | 3             |
| 1984          | 6             | 0             |
| Усього        | 20            | 3             |